# Minosse
Minosse (in greco antico: Μίνως?, Mínōs) è un personaggio della mitologia greca.

## Genealogia
Figlio di Zeus e di Europa, così come i due fratelli (Sarpedonte e Radamanto), fu adottato da Asterio dopo che questi sposò la madre.
Dalla moglie Pasifae (o, secondo un'altra versione, da Creta figlia di Asterio) ebbe otto figli: Androgeo, Arianna, Acacallide, Catreo, Deucalione, Fedra, Glauco e Senodice; ebbe inoltre Eussantio da Dessitea, mentre dalla ninfa Paria ebbe Fiolao, Crise, Eurimedonte e Nefalione. Inoltre, Pasifae si unì con un toro che si generò dalle acque del mare, dando vita al Minotauro, creatura metà uomo e metà toro.

## Mitologia
Secondo i principali miti, Minosse fu un re giusto di Creta: per questo motivo, dopo la sua morte cruenta, divenne uno dei giudici degli inferi insieme a Eaco e Radamanto. Nei miti attici, invece, viene dipinto come estremamente tirannico e crudele.

### Il personaggio
In seguito alla morte del re Asterio, suo padre adottivo, Minosse costruì un altare in onore di Poseidone in riva al mare per dimostrare il suo diritto al trono; Minosse pregò il dio di inviargli un toro da immolare ma, pur venendo esaudito, alla fine non sacrificò l'animale poiché dotato di grande bellezza: Poseidone, adirato, fece allora innamorare del toro Pasifae, la moglie di Minosse, e da questa unione nacque il mostruoso Minotauro, mezzo uomo e mezzo toro. Minosse incaricò dunque Dedalo di costruire un labirinto in cui nasconderlo.
Il regno di Minosse fu caratterizzato da ampi scontri con i popoli vicini, che egli riuscì ad assoggettare; combatté anche contro Niso, re di Megara, che aveva un capello d'oro a cui era legata la sorte della sua vita e della sua potenza. La figlia di Niso, Scilla, si innamorò al primo istante di Minosse e non indugiò ad introdursi nottetempo nella camera del padre per tagliargli il capello d'oro; in seguito si recò da Minosse offrendogli le chiavi di Megara e chiedendogli di sposarla. Minosse conquistò Megara, ma rifiutò di portare con sé a Creta la ragazza traditrice che, presa dallo sconforto, si gettò in mare e annegò.
Minosse attaccò anche Atene, in seguito all'assassinio del figlio Androgeo ad opera del re Egeo; sconfitti gli ateniesi, Minosse impose un tributo di sangue: la consegna, ogni anno, di sette fanciulli e sette fanciulle da dare in pasto al Minotauro. Tale sacrificio cessò solo grazie all'intervento di Teseo, figlio di Egeo, che con l'aiuto di Arianna riuscì ad uccidere il mostro.
Secondo il mito, Minosse fu ucciso in una vasca da bagno in Sicilia mentre era ospite nella rocca del re sicano Cocalo. Minosse, per cercare di riacciuffare il fuggitivo Dedalo, da lui fatto rinchiudere nel Labirinto che lo stesso Dedalo aveva progettato e dal quale l'architetto era fuggito con ali fatte di penne e cera, escogitò un piano: promise una forte ricompensa a chiunque avesse trovato il modo di far passare un filo tra le volute di una conchiglia. Dedalo riuscì nell'impresa legando un filo ad una formica che, introdotta nella conchiglia i cui bordi aveva cosparso di miele, passò tra gli anditi della conchiglia per trovare il miele. In questo modo Minosse scoprì il rifugio di Dedalo e giunse in Sicilia, pretendendo dal re Cocalo la consegna di Dedalo, ma le figlie di Cocalo aiutarono Dedalo ad ucciderlo. Il racconto è stato ripreso da Diodoro Siculo nella Biblioteca storica che narra come la sua leggendaria tomba si trovasse al di sotto di un tempio di Afrodite e come Terone di Akragas avesse occupato quest'area sacra con il proposito ufficiale di vendicare l'uccisione del re cretese.

### Uno o due Minosse
Per conciliare gli aspetti contraddittori del suo carattere, nonché per spiegare come Minosse abbia governato Creta per un periodo di così tante generazioni, alcuni mitografi successivi, tra cui Diodoro Siculo e Plutarco, ipotizzarono l'esistenza di due differenti re con lo stesso nome.
Secondo questa visione, il primo re Minosse era figlio di Zeus ed Europa e fratello di Radamanto e Sarpedonte. Sarebbe il Minosse identificato con le qualità positive del personaggio, tenuto in tale stima dagli dei dell'Olimpo che, dopo la sua morte, fu nominato uno dei tre 'Giudici dei Morti'. Questo Minosse I avrebbe avuto un solo figlio di nome Licasto, suo successore come re di Creta.
Il figlio di Licasto sarebbe stato il secondo Minosse, quello malvagio, a cui sarebbero collegati i miti di Teseo, Pasifae, il Minotauro, Dedalo, Glauco e Niso. A differenza di Minosse I, Minosse II generò numerosi figli, tra cui Androgeo, Catreo, Deucalione, Arianna, Fedra e Glauco, tutti nati da sua moglie Pasifae. Attraverso Deucalione, Minosse II era il nonno del re Idomeneo, che guidò i Cretesi alla guerra di Troia.

## Storicità di Minosse

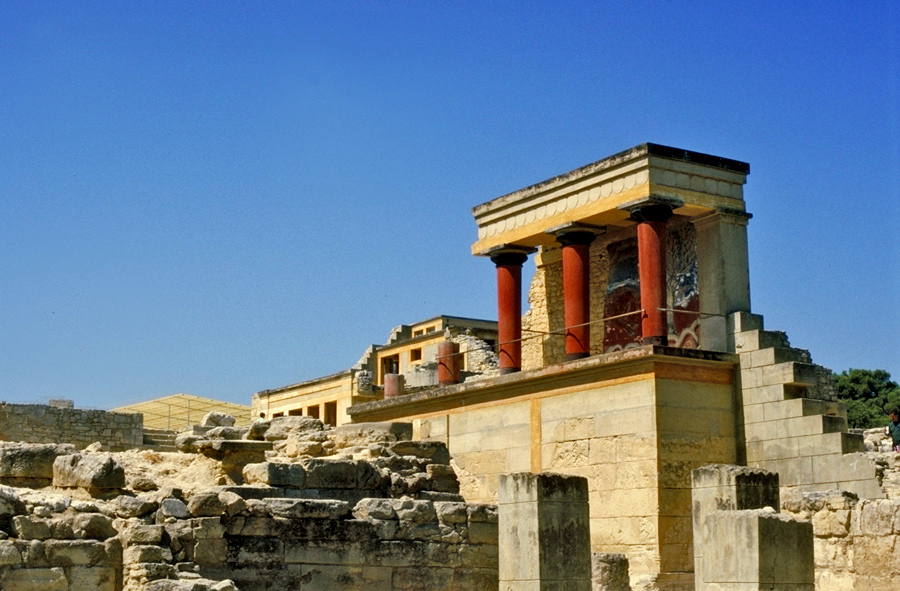
Il Palazzo di Cnosso, detto anche "Palazzo di Minosse"

Così lo storico Tucidide descrive Minosse nella sua Guerra del Peloponneso.
(Tucidide, Guerra del Peloponneso I, 4)
(Tucidide, Guerra del Peloponneso I, 8)
Agli inizi del XX secolo, quando furono riscoperte le vestigia dell'antica civiltà sviluppatasi a Creta nell'età del bronzo, l'archeologo britannico Arthur Evans coniò per essa il nome di civiltà minoica, derivandolo dal nome del mitico re Minosse.

## Minosse nell'Ade

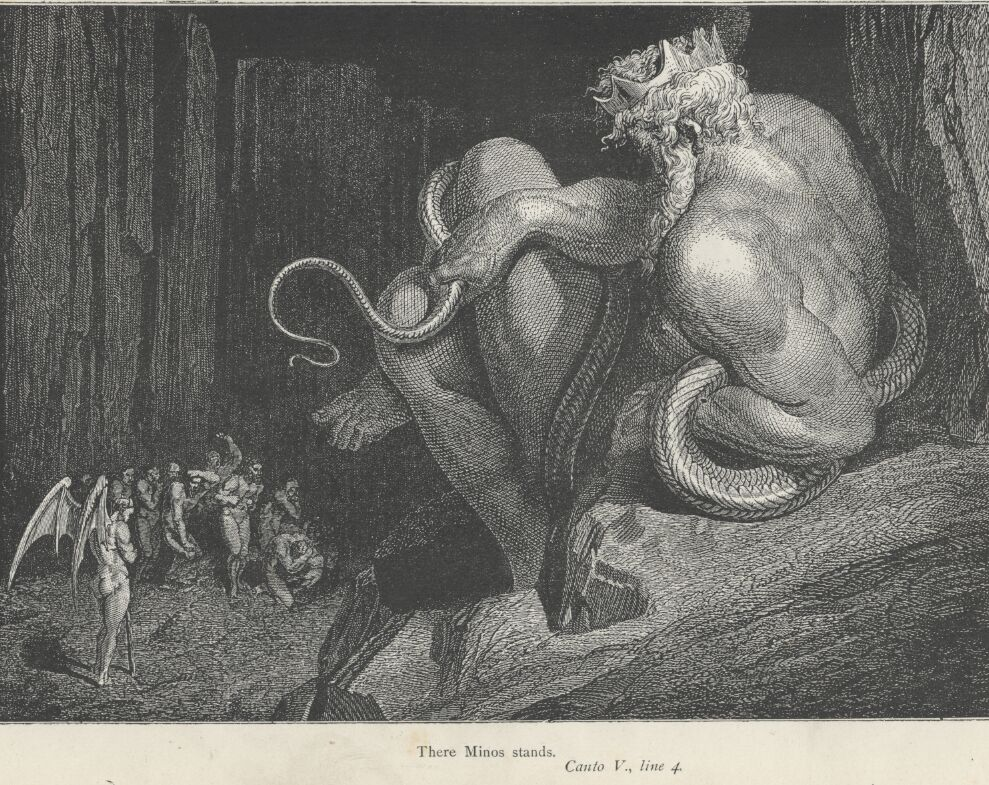
Minosse giudica i dannati nellInferno di Dante Alighieri (illustrazione di Gustave Doré)

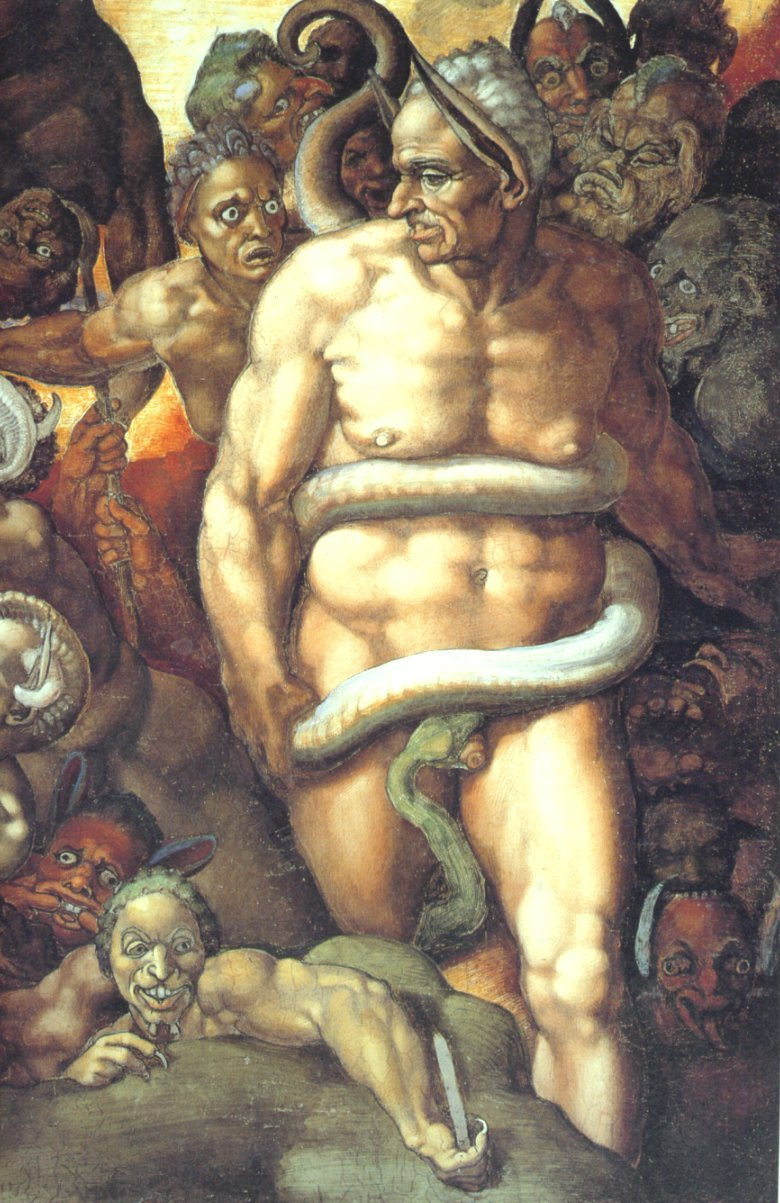
Minosse nell'interpretazione di Michelangelo Buonarroti, particolare del Giudizio Universale nella Cappella Sistina, rappresentato come giudice infernale.

Già Omero lo aveva posto come giudice delle anime nell'Ade, ma Dante trasse la figura di Minosse da Virgilio:
(Virgilio, Eneide, VI,431-433, trad. C. Vivaldi)
Figura poi ripresa da Claudiano:
(Claudio Claudiano, De raptu Proserpinae, II,330-332)
Nell'Inferno, Minosse si trova all'entrata del Cerchio II perché le anime del Limbo (Cerchio I) non hanno peccati da confessare e non vengono giudicate. Nella mitologia dantesca, a Minosse è dato il compito di ascoltare i peccati delle anime, le quali nulla nascondono al demone. Uditi i peccati Minosse comunica loro la destinazione all'interno dell'inferno, arrotolando la sua coda di serpente di tante spire quanti sono i cerchi di destinazione. Scorto Dante, Minosse interrompe il giudizio per rivolgergli un avvertimento: il poeta deve guardarsi dal venire con eccessiva sicurezza, poiché la facilità del viaggio fin lì compiuto (Dante è infatti, per il momento, solo passato al di là dell'Acheronte e ha incontrato solo i non battezzati, che non sono veri peccatori) potrebbero illuderlo che il viaggio intero sia semplice: il resto del viaggio infatti sarà molto più arduo. Tuttavia Virgilio, con le stesse parole usate prima per Caronte, lo ammonisce a non ostacolare un viaggio voluto dal cielo.
Dico che quando l'anima mal nata
li vien dinanzi, tutta si confessa;
e quel conoscitor de le peccata
vede qual loco d'inferno è da essa;
cignesi con la coda tante volte
quantunque gradi vuol che giù sia messa.»
(Dante Alighieri, Divina Commedia, Inferno, V,4-12)

## Influenza culturale

### Videogiochi
- nel videogioco ULTRAKILL la sua anima appare come boss nel livello P1, e il suo "corpo" appare come boss nell'ultimo livello della cerchia della lussuria.